# ドミニク・バジ
ドミニク・バジ（Dominique Badji、1992年10月16日 - ）は、セネガル出身のプロサッカー選手。ポジションはFW。メジャーリーグサッカー・FCシンシナティ所属。

## クラブ経歴
2015年MLSスーパードラフトの4巡目（全体67人目）でコロラド・ラピッズに指名された。4月10日のFCダラス戦でプロ初ゴールを決めた。
2018年7月23日、ケリン・アコスタとのトレードでFCダラスに加入。
2019年12月2日、総額32万5000ドルの金銭トレードでナッシュビルSCに加入。
2021年7月29日、コロラド・ラピッズに復帰。
2022年1月4日、FCシンシナティに1年契約で移籍。